# Route 64 (Ontario)
Pour les articles homonymes, voir Route 64.
La route 64 est une route provinciale de l'Ontario située dans le centre-nord de la province. Desservant la région du nord-ouest du lac Nipissing, elle s'étend sur 145 kilomètres.

## Tracé

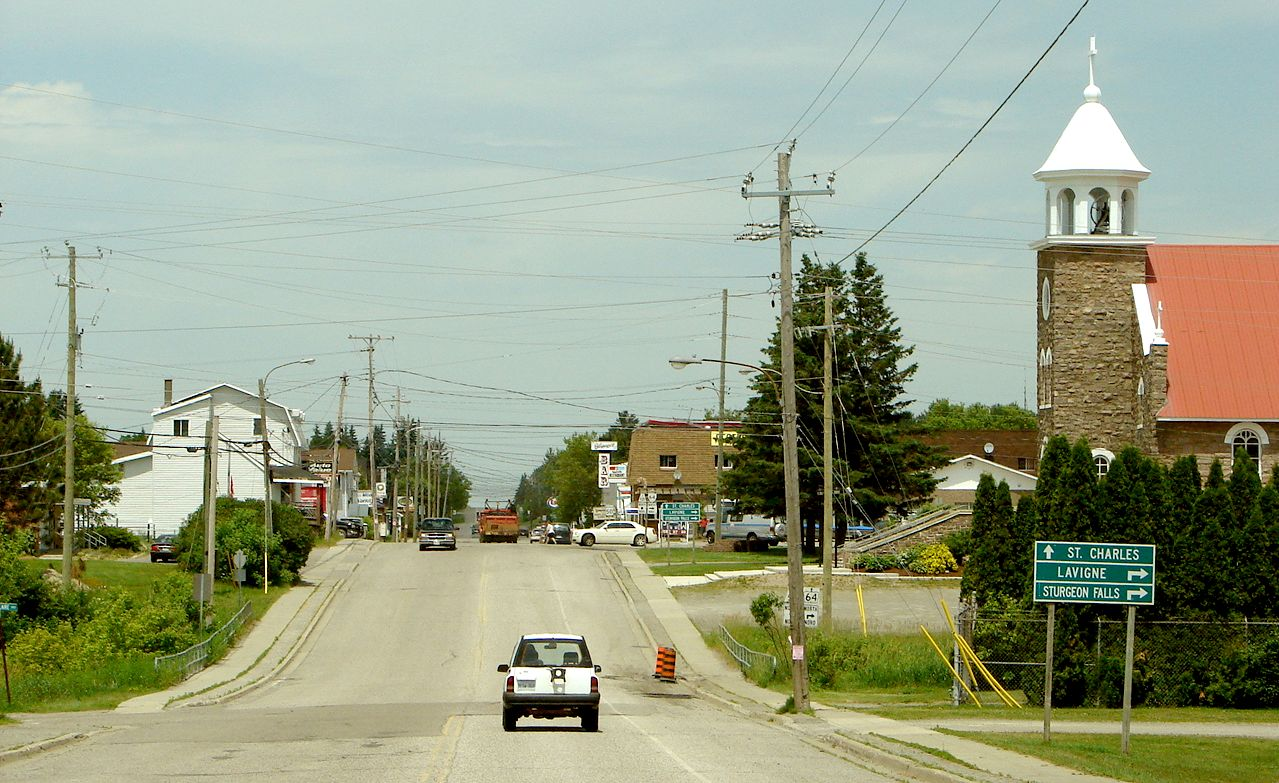
La route 64 dans le centre de Noëlville.

La route 64 débute à sa jonction avec la route 69, faisant d'ailleurs partie de la Route Transcanadienne, en direction de Sudbury ou de Toronto. Il faut d'ailleurs noter que la route traverse une région principalement francophone, l'une des rares zones francophones de l'Ontario (excepté celles près de la frontière du Québec). 
Bref, la 64 se dirige vers l'est en passant près de la Eighteen Mile Bay (baie des 18 miles) et de petites communautés tel que Jamot et Ouelette. Après un virage de 90° vers la gauche, elle traverse le village de Noëlville en étant nommée St David St. Après avoir bifurqué vers l'est à Noëlville, elle possède un autre virage de 90° pour rejoindre la communauté de Monetville. Après Monetville, elle suit l'extrémité ouest du lac Nipissing, elle traverse le parc provincial Mashkinonje, puis rebifurque vers l'est pour rejoindre Notre-Dame-du-Lac. Quinze kilomètres au nord-est, elle traverse la ville de Verner, où elle croise la route 17, avec laquelle la 64 fait ensuite un multiplex de quinze kilomètres, jusqu'à Sturgeon Falls.
Après le multiplex 17/64, la route 64 se dirige vers le nord-ouest pendant 22 kilomètres jusqu'à Field, puis elle prend le nord-nord-est jusqu'à Marten River, où elle se termine sur la route 11, en direction de Kapuskasing ou de North Bay. 

## Intersections
| Route 64                                |                |     |                                            |                                     |
| Municipalité                            | Ville/Village  | km  | Intersection/Destinations                  | Notes                               |
| Municipalité de la Rivière des Français | Rutter         | 0   | R-69, Sudbury, Barrie, Toronto (via A-400) | Début de la route 64                |
| Municipalité de la Rivière des Français | Alban          | 7   | Route 607 sud, French River, Bigwood       |                                     |
| Municipalité de la Rivière des Français | Noëlville      | 20  | Route 528 est, Wolseley Bay                | virage de 90° vers la gauche        |
| Municipalité de la Rivière des Français | Noëlville      | 24  | Route 535 nord, Saint-Charles, Hagar       | virage de 90° vers la droite        |
| Traverse du parc provincial Mashkinonje |                |     |                                            |                                     |
| Municipalité de Nipissing-Ouest         | Verner         | 75  | R-17 ouest, Sudbury, Sault-Sainte-Marie    | Début du multiplex avec la route 17 |
| Municipalité de Nipissing-Ouest         | Sturgeon Falls | 90  | R-17 est, North Bay, Ottawa                | Fin du multiplex                    |
| Municipalité de Nipissing-Ouest         | Field          | 112 | Route 575 sud, Verner                      |                                     |
| Municipalité de Nipissing-Ouest         | Field          | 114 | Route 539 nord, Desaulniers, River Valley  |                                     |
| Municipalité de Nipissing-Ouest         | Marten River   | 145 | R-11, Kapuskasing, North Bay               | Fin de la route 64                  |